# 傅商弼
傅商弼（1558年—？），字汝遇，號肖岩，河南河南府嵩縣軍籍陝西梁州衛人，明朝政治人物。同進士出身。

## 生平
萬曆七年（1579年）己卯科河南鄉試第三十一名，萬曆十一年癸未會試三百四十八名，未殿试，十四年（1586年）丙戌科登三甲第六十八名。兵部观政，本年六月任山東陽信縣知縣。十八年正月升刑部主事，二十年终养。二十七年補户部主事，本年管新太海運二倉。二十七年調兵部主事。

## 家族
曾祖傅榮；祖父傅智；父傅佐。母朱氏。慈侍下。兄梦弼。弟阿弼、教弼、憲弼、台弼、鼎弼、諒弼。